# 2-Acetolactato mutasa
La 2-acetolactato mutasa (EC 5.4.99.3) es una enzima que cataliza la siguiente reacción química:
Por lo tanto esta enzima posee solo un sustrato, el 2-acetolactato, y un producto, el  3-hidroxi-3-metil-2-oxobutanoato. La enzima pertenece a la familia de las isomerasas, más específicamente a aquellas transferasas intramoleculares que transfieren otros grupos. El nombre sistemático de esta clase de enzimas es 2-acetolactato metilmutasa. Otros nombres con los que se la conoce son acetolactato mutasa, y acetohidroxiácido isomerasa. Esta enzima participa en el metabolismo de la valina, leucina e isoleucina en Mycobacterium tuberculosis. Requiere ascorbato como cofactor.  